# Dom Antônio Reis
Dom Antônio Reis é um bairro do distrito da Sede, no município gaúcho de Santa Maria, no Brasil. Localiza-se na região sul da cidade.
O bairro Dom Antônio Reis possui uma área de 0,6270 km² que equivale a 0,51% do distrito da Sede que é de 121,84 km² e  0,0350% do município de Santa Maria que é de 1791,65 km².

## História
Em 1958 é criado um grupo escolar cujo nome homenageara Antônio Reis. Assim, nasce a Escola Municipal de Ensino Fundamentat Dom Antônio Reis, junto à Capela Nossa Senhora Medianeira, que de certa forma passou a dar a atual identidade ao bairro.
O bairro nasceu em 2006 como desmembramento do bairro Tomazetti.
A denominação deve-se a sua principal unidade residencial, Parque Residencial Dom Antônio Reis. O então parque residencial, quando de sua criação, homenageou Antônio Reis - bispo da Diocese de Santa Maria.

## Limites
Limita-se com os bairros: Cerrito, Lorenzi, Nossa Senhora Medianeira, Tomazetti, Uglione, Urlândia.
Descrição dos limites do bairro: A delimitação inicia na rótula conhecida por Uglione, segue-se a partir daí pela seguinte delimitação: eixo da Rodovia BR-158, no sentido nordeste; linha de projeção da Rua Padre Landell de Moura, no sentido sudeste; divisa nordeste do Loteamento Parque Residencial Dom Antônio Reis, no sentido sudeste, incluindo toda área de propriedade do Seminário São José; leito da sanga afluente do Arroio Cadena, que limita ao sul este Loteamento, no sentido a jusante; eixo da BR-392, no sentido noroeste até alcançar o trevo conhecido por Uglione, início desta demarcação.

## Unidades residenciais
O bairro Dom Antônio Reis, pertencente ao distrito da Sede, é uma unidade de vizinhança que contém as seguintes unidades residenciais:
| # | Unidade residencial                 | Localização                       | Limites | Obs. |
| - | ----------------------------------- | --------------------------------- | --- | ---- |
| 1 | Dom Antônio Reis                    |                                   | Toda a área do perímetro do bairro Dom Antônio Reis sem denominação específica. |      |
| 2 | Parque Residencial Dom Antonio Reis | 29° 43' 00.87" S 53° 48' 18.79" O | A unidade residencial urbana que limita ao noroeste com a Rodovia BR-158, ao sudeste com uma sanga afluente do Arroio Cadena, ao nordeste com a rua prolongamento da Rua Padre Landell de Moura e Seminário São José e ao sudoeste com a Rodovia BR-392. |      |
| 3 | Seminário São José                  | 29° 42' 54.17" S 53° 48' 01.64" O | A unidade residencial religiosa que limita ao nordeste com o Morro Mariano da Rocha e ao sudoeste com o Loteamento Parque Residencial Dom Antônio Reis, com acesso pela Rua Aron Fischmann.                                                              |      |

## Demografia

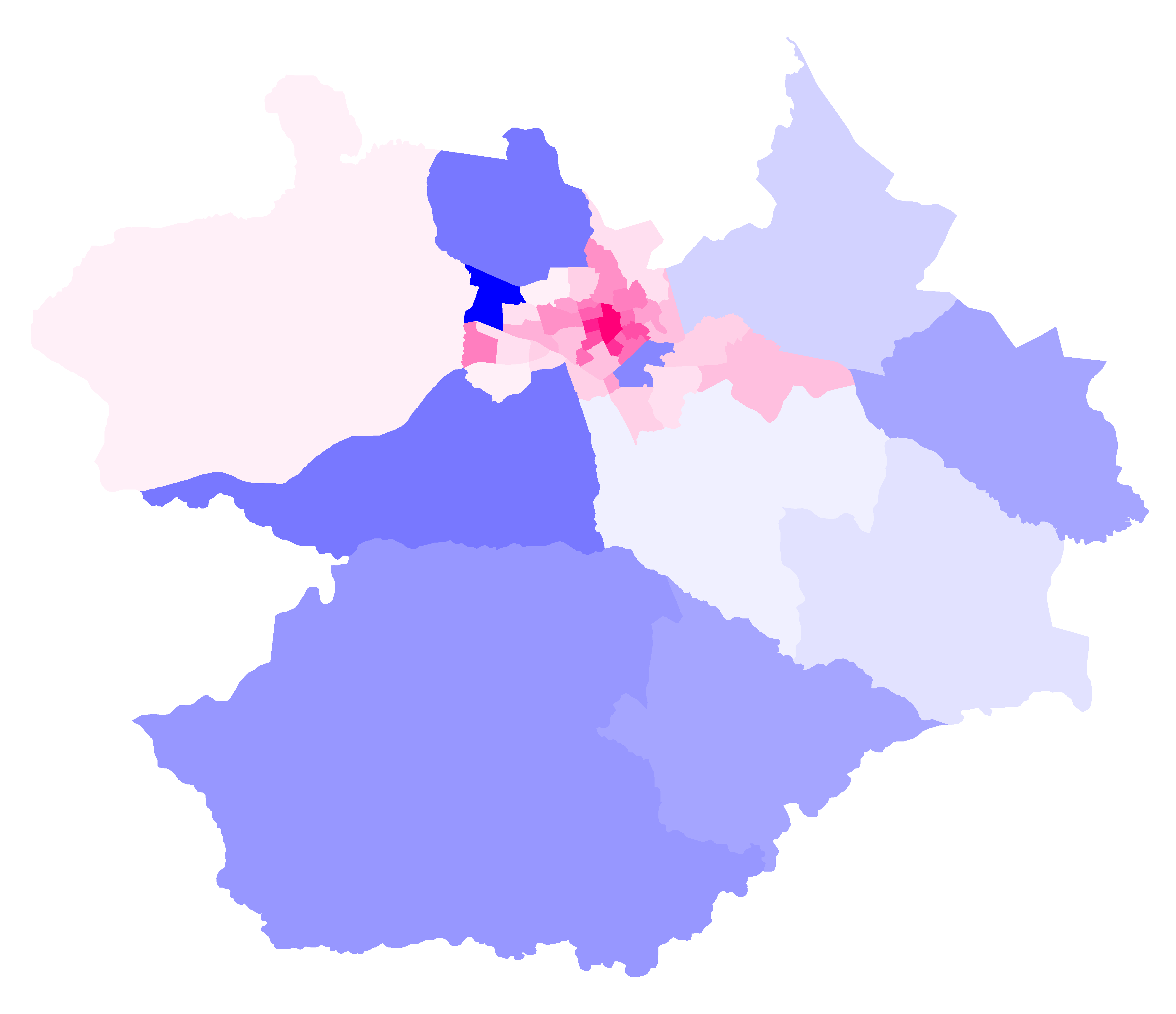
Mapa do município de Santa Maria com as divisões em bairros. Em escalas de azul os bairros com predominância masculina e em escalas de rosa os bairros com predominância feminina. Observa-se que quanto melhor a infraestrutura e o acesso a ela mais convidativo o bairro é para a população feminina. E, reciprocamente, podemos reconhecer os bairros com melhor infraestrutura observando onde a população feminina está concentrada.

Segundo o censo demográfico de 2010, Dom Antônio Reis é, dentre os 50 bairros oficiais de Santa Maria:
- Um dos 41 bairros do distrito da Sede.
- O 38º bairro mais populoso.
- O 45º bairro em extensão territorial.
- O 19º bairro mais povoado (população/área).
- O 39º bairro em percentual de população na terceira idade (com 60 anos ou mais).
- O 14º bairro em percentual de população na idade adulta (entre 18 e 59 anos).
- O 22º bairro em percentual de população na menoridade (com menos de 18 anos).
- Um dos 39 bairros com predominância de população feminina.
- Um dos 30 bairros que não contabilizaram moradores com 100 anos ou mais.

Distribuição populacional do bairro
1. Total: 1984 (100%)
  1. Urbana: 1984 (100%)
  2. Rural: 0 (0%)
2. Homens: 941 (47,43%)
  1. Urbana: 941 (100%)
  2. Rural: 0 (0%)
3. Mulheres: 1043 (52,57%)
  1. Urbana: 1043 (100%)
  2. Rural: 0 (0%)

## Infraestrutura
Educação
- Ensino Fundamental: Escola Dom Antônio Reis;